# Volition
Volition (též Deep Silver Volition, dohromady s typem společnosti pak Volition Inc. a Deep Silver Volition, LLC) je americká společnost s ručením omezeným zabývající se vývojem počítačových her. Společnost vznikla v listopadu 1996 poté, co se studio Parallax rozdělilo na Volition a Outrage Entertainment. Zakladateli Volition jsou Mike Kulas a Matt Toschlog.

## Hry od Volition Inc.
- Descent
- série Freespace
- Summoner
- Red Faction
- The Punisher
- série Saints Row